# Thomas Lauren Friedman
Thomas Loren Friedman (Minneapolis, 20 luglio 1953) è un saggista e editorialista statunitense.

## Biografia
Friedman scrive di politica estera per il The New York Times (di cui è anche stato per anni corrispondente dal Medio Oriente) ed è uno dei più noti opinion leader americani. Egli è impegnato su molti fronti, fra cui la risoluzione del conflitto israelo-palestinese, la modernizzazione del mondo arabo, la globalizzazione e la difesa dell'ambiente. Pur avendo inizialmente appoggiato la Guerra in Iraq, ha poi più volte criticato la gestione del conflitto e la stessa amministrazione Bush. Ha vinto tre premi Pulitzer, nel 1983 e nel 1988, rispettivamente per i reportage dall'invasione israeliana del Libano e per la prima intifada palestinese e poi nel 2002 come commentatore. In Italia a Friedman è stato conferito l'Urbino Press Award 2009.

### Vita privata

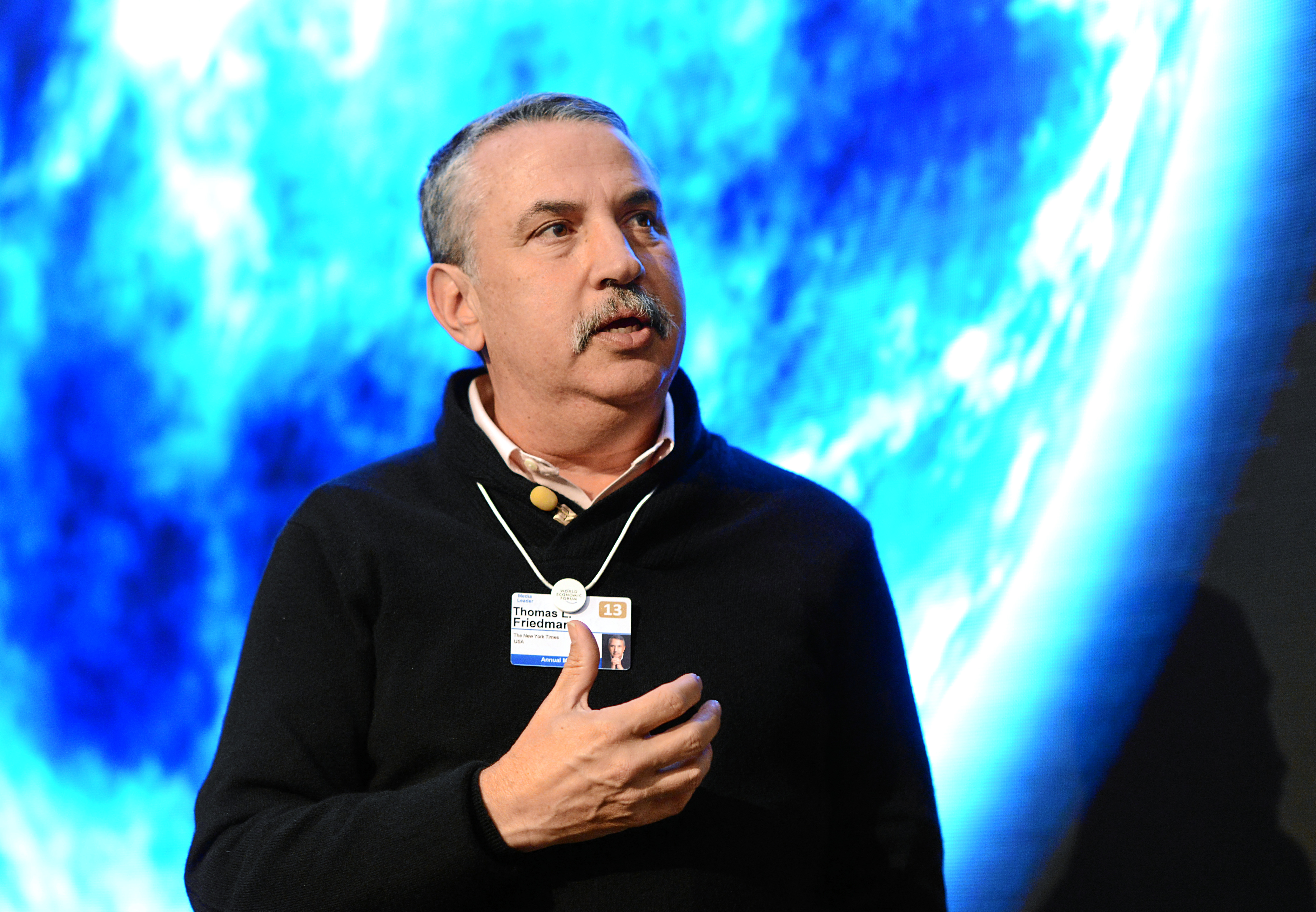
Friedman durante il WEF 2013

Friedman è nato il 20 luglio 1953 a Minneapolis, Minnesota, figlio di Margaret Blanche (nata Phillips) e Harold Abe Friedman. Harold, fu vice presidente di una società produttrice di cuscinetti a sfera, la United Bearing, e morì di attacco di cuore nel 1973, quando Tom era diciannovenne. Margaret, che fece parte della Marina Militare degli Stati Uniti durante la seconda guerra mondiale e studiò economia domestica all'Università del Wisconsin, era casalinga e contabile a part-time. Margaret fu anche Senior Life Master a bridge duplicato, e morì nel 2008. Friedman ha due sorelle più grandi, Shelly e Jane.

## Pubblicazioni
- Da Beirut a Gerusalemme (From Beirut to Jerusalem) (1989) Mondadori, 1990
- Le radici del futuro. La sfida fra la Lexus e l'ulivo: che cos'è la globalizzazione e quanto conta la tradizione (The Lexus and the Olive Tree: Understanding Globalization) (1999, edizione rivista nel 2000)
- Il mondo dopo l'11 settembre (Longitudes and Attitudes: Exploring the World After September 11) (2002) Mondadori, 2003
- Il mondo è piatto. Breve storia del XXI secolo (The World Is Flat: A Brief History of The Twenty-first Century) (2005, edizione espansa nel 2006 e rivista nel 2007) Mondadori, 2006
- Caldo, piatto e affollato: com'è oggi il mondo, come possiamo cambiarlo (Hot, Flat, and Crowded: Why We Need a Green Revolution—And How It Can Renew America) (2008) Mondadori, 2009